# Алпин А110 (2017)
„Алпин A110“ (Alpine A110) е модел спортни автомобили (сегмент S) на френската компания „Алпин“, произвеждан от 2017 година в нейния завод в Диеп.
Това е първият модел на фирмата, след като тя прекратява производството през 1995 година, и въвеждането му е опит на нейния собственик, големият производител на автомобили „Рено“, да навлезе на пазара на луксозни леки спортни купета, в който по това време няма френски участници. Дизайнът му търси връзки с класическия модел „Алпин A110“, произвеждан през 60-те и 70-те години.